# Maximilian Schwabe
Maximilian Schwabe (ur. 1992) – niemiecki zapaśnik walczący w stylu klasycznym. Zajął trzynaste miejsce na mistrzostwach Europy w 2018. Piąty w Pucharze Świata w 2017, siódmy w 2015 i ósmy w 2016 roku.
Wicemistrz Niemiec w 2015, a trzeci w 2014 i 2016 roku.